# 2016년 하계 올림픽 다이빙
2016년 하계 올림픽 다이빙, 즉 2016년 리우데자네이루 하계 올림픽 다이빙 경기는 8월 7일부터 20일까지 바라 다 티주카의 마리아 렌크 아쿠아틱 센터에서 열렸다. 수영, 수구, 싱크로나이즈와 함께 올림픽 4대 수중 스포츠 중 하나였다.
2016년 올림픽에서는 3m 스프링보드, 싱크로나이즈드 3m 스프링보드, 10m 플랫폼, 싱크로나이즈 10m 플랫폼 등 8개 종목(남녀 각 종목)으로 경기가 치러졌다.
다이빙 대회에는 최대 136명의 선수가 참여했다. 모든 다이버는 2016년 12월 31일 기준으로 최소 14세 이상이어야 한다.
8월 9일 화요일, 다이빙 우물의 물이 짙은 녹색으로 변했는데, 이는 원래 행사장의 열기와 바람 부족으로 인한 것으로 생각되었다. 하지만 CNN 사진작가가 사진을 찍을 당시 같은 위치에 있는 인접한 수영장은 녹색이 아니었다. 올림픽 관계자들은 나중에 수영장 청소 중 실수로 160리터의 과산화수소를 수영장에 첨가했기 때문에 색상이 변한 것이라고 확인했다.
8회 연속 올림픽에서 중국이 메달 순위를 장악했고, 그 기간 중 4번째로 단일 종목에서 다이빙 금메달을 완전히 휩쓸지 못했다. 이 경우, 3m 싱크로나이즈드 남자 종목에서 영국의 잭 래퍼(Jack Laugher)와 크리스 미어스(Chris Mears)가 우승했으며, 이는 자국 최초의 싱크로나이즈 부문 금메달리스트이다.

## 참여 국가
- 오스트레일리아 (9)
- 오스트리아 (1)
- 벨라루스 (2)
- 브라질 (9)
- 캐나다 (7)
- 중화인민공화국 (13)
- 콜롬비아 (4)
- 크로아티아 (1)
- 이집트 (4)
- 프랑스 (3)
- 영국 (11)
- 독일 (8)
- 헝가리 (1)
- 아일랜드 (1)
- 이탈리아 (8)
- 자메이카 (1)
- 일본 (3)
- 말레이시아 (6)
- 멕시코 (9)
- 네덜란드 (1)
- 뉴질랜드 (1)
- 파나마 (2)
- 조선민주주의인민공화국 (3)
- 푸에르토리코 (1)
- 러시아 (8)
- 남아프리카 공화국 (1)
- 대한민국 (1)
- 우크라이나 (7)
- 미국 (10)
- 베네수엘라 (2)